# Le Secret de la pyramide
Pour plus de détails, voir Fiche technique et Distribution.
Le Secret de la pyramide ou La première aventure de  Sherlock Holmes au Québec (Young Sherlock Holmes) est un film d'aventure américain réalisé par Barry Levinson, sorti en 1985. Il met en scène une version adolescente du personnage de Sherlock Holmes créé par Arthur Conan Doyle.
Le film se déroule à l'époque victorienne. Plusieurs personnes sans lien apparent sont frappées de délires inexplicables qui causent leur mort. Cela intrigue Sherlock Holmes, au pensionnat, qui décide de mener son enquête avec l'aide d'un nouvel élève, John Watson.

## Synopsis
À Londres en 1870, le jeune John Watson fait son entrée dans sa nouvelle école, Brompton Academy. Il y rencontre un élève à l'esprit de déduction très développé : Sherlock Holmes. Les deux se lient d'amitié et Holmes lui présente son mentor, le professeur Waxflatter, un enseignant à la retraite devenu inventeur qui habite toujours dans l'école. Il lui présente également la nièce de celui-ci, Elizabeth, dont il est amoureux.
Très vite, Holmes invite Watson à participer à une enquête concernant M. Bobster et le révérend Nesbitt, tous deux décédés dans des circonstances étranges, s'apparentant à une subite crise de folie — ils sont en réalité victimes d'hallucinations épouvantables après qu'une mystérieuse silhouette armée d'une sarbacane leur a soufflé une fléchette empoisonnée. Holmes réfute la thèse du suicide, voyant un lien entre les deux meurtres, mais ne parvient pas à convaincre l'inspecteur Lestrade, de Scotland Yard.
Peu après, Holmes est accusé de tricherie à un examen ; c'est un mauvais tour d'un autre élève, Dudley, qui est aussi amoureux d'Elizabeth et que Holmes a humilié lors d'une chasse au trésor. Malgré la protection bienveillante de Rathe, son professeur d'escrime, et de la douce Mme Dribbs, gouvernante de l'école, Holmes est renvoyé.
Alors que Holmes fait ses adieux à Watson, le professeur Waxflatter est victime à son tour d'une fléchette empoisonnée et se poignarde. Alertés par les coups de sifflet d'un policier, les deux adolescents découvrent la scène. Avant de mourir, Waxflatter murmure un simple mot à Holmes, « Ihtar », tandis que Watson ramasse une sarbacane qu'un homme, le bousculant, a laissé tomber. Holmes découvre dans la bibliothèque de l'école que cette sarbacane était utilisée par les membres de Rame Tep, une ancienne secte de fanatiques adorateurs d'Osiris. Il apprend aussi que la secte existe toujours et qu'un temple clandestin se trouve dans les bas-quartiers de Londres. Il s'y rend avec Watson et Elizabeth au moment où une jeune femme est sacrifiée. Holmes ne peut s'empêcher de pousser un cri d'horreur. Découverts, ils s'enfuient mais sont tous les trois touchés par une fléchette. Ils se perdent dans un cimetière mais, par chance, les hallucinations dont ils sont victimes ne leur sont pas fatales.
Ils essayent à nouveau de convaincre l’inspecteur Lestrade, toujours sceptique, à qui ils laissent des fléchettes empoisonnées. De retour chez Waxflatter, ils mettent la main sur une vieille gravure qui montre le professeur en compagnie des deux premières victimes et d'un quatrième homme, Chester Cragwitch. Ils sont alors surpris par le professeur Rathe et Mme Dribbs. Constatant que Watson et Elizabeth sont complices d'un élève renvoyé, ils leur annoncent qu'ils seront eux aussi exclus de l'école dès le lendemain et obligent les trois compères à retourner dans leurs chambres. Échappant à leur surveillance pendant la nuit, Holmes et Watson se rendent chez Cragwitch pendant qu'Elizabeth retourne chez son oncle pour récupérer des documents. Chester Cragwitch apprend à Holmes et Watson que Bobster, Nesbitt, Waxflatter et lui-même faisaient partie d'une expédition en Égypte qui a mal tourné. Depuis, ils subissent la vindicte d'un certain Ihtar et de sa sœur dont ils auraient causé la mort des parents. Il s'agit en réalité de Rathe et de Mme Dribbs.
Après avoir empoisonné à son tour Cragwitch — qui, dans son délire, s'en prend à Holmes —, Rathe et Mme Dribbs enlèvent Elizabeth. Holmes et Watson les poursuivent grâce à une machine volante inventée par Waxflatter. Ils arrivent à temps pour empêcher le sacrifice d'Elizabeth et incendient le temple après avoir éliminé Mme Dribbs. Mais Rathe s'échappe et tire une balle en direction de Holmes. Elizabeth s'interpose et reçoit le projectile en pleine poitrine. Bouleversé, Holmes décide d'affronter Rathe — qu'il appelle désormais Ithar — dans un duel à l'épée. À l'issue du combat, Rathe disparaît dans les glaces de la Tamise. Holmes rejoint Watson et Elizabeth, mais la jeune fille meurt de sa blessure. Après son enterrement, Holmes et Watson se séparent mais promettent de se revoir.
Scène intra-générique
Un traineau à cheval traverse un paysage enneigé.
Scéne post-générique
Le traineau s'arrête devant un hôtel. Le passager en descend. Il s'agit de Rathe, qui a survécu à la noyade, et qui signe le registre au nom de Moriarty.

## Fiche technique
Sauf indication contraire, les informations mentionnées dans cette section peuvent être confirmées par la base de données cinématographiques IMDb,  présente dans la section « Liens externes ».
- Titre original : Young Sherlock Holmes
- Titre alternatif : Pyramid of Fear
- Titre francophone : Le Secret de la pyramide
- Titre québécois : La première aventure de Sherlock Holmes
- Réalisation : Barry Levinson
- Scénario : Chris Columbus
- Musique : Bruce Broughton
- Montage : Stu Linder
- Effets spéciaux : John Lasseter (conception, création et animation du Chevalier de Verre)
- Costumes : Raymond Hughes
- Production : Henry Winkler, Mark Johnson
  - Production associée : Harry Benn
  - Production déléguée : Steven Spielberg, Frank Marshall, Kathleen Kennedy
- Sociétés de production : Amblin Entertainment, Industrial Light & Magic et Paramount Pictures
- Société de distribution : Paramount Pictures (États-Unis)
- Budget : 18 000 000 de dollars[1]
- Pays de production :  États-Unis
- Langue originale : anglais
- Genre : Aventure et fantastique
- Durée : 105 minutes
- Dates de sortie :
  - États-Unis : 4 décembre 1985
  - France : 26 mars 1986

## Distribution
- Nicholas Rowe (VF : William Coryn) : Sherlock Holmes
- Alan Cox (VF : Jackie Berger) : John Watson
- Sophie Ward (VF : Martine Irzenski) : Elizabeth Hardy
- Anthony Higgins (VF : Bernard Tiphaine) : le professeur Rathe (prononcé « Rathi ») / Ihtar / Moriarty (scène post-générique)
- Susan Fleetwood (VF : Liliane Patrick) : Mme Dribb
- Freddie Jones  (VF : Jean Topart) : Chester Cragwitch
- Nigel Stock (VF : Teddy Bilis) : Rupert Waxflatter
- Roger Ashton-Griffiths (VF : Daniel Gall) : l'inspecteur Lestrade
- Earl Rhodes (VF : Vincent Ropion) : Dudley
- Brian Oulton (VF : Henri Labussière) : Maître Snelgrove
- Patrick Newell : Bentley Bobster
- Donald Eccles (VF : René Bériard) : le révérend Duncan Nesbitt
- Matthew Ryan : un ami de Dudley
- Matthew Blakstad : un ami de Dudley
- Jonathan Lacey : un ami de Dudley
- Walter Sparrow : Ethan Engel
- Nadim Sawalha : le propriétaire de la taverne égyptienne
- Roger Brierley : M. Holmes
- Vivienne Chandler : Mme Holmes
- Ralph Tabakin : le policier dans la vitrine
- Nancy Nevinson : la réceptionniste de l'hôtel
- Michael Hordern (VF : André Valmy) : Watson vieux (voix)

## Production

### Genèse et développement
Comme le générique du film l'indique, la production affirme que Le Secret de la pyramide a entièrement recomposé l'histoire de Sherlock Holmes. En effet, Sir Arthur Conan Doyle n'a jamais évoqué l'adolescence du personnage et lui avait fait rencontrer Watson à l'âge adulte.
C'est le dernier film de l'acteur britannique Nigel Stock qui décède moins d'un an plus tard d'une crise cardiaque. Par ailleurs, Stock avait lui-même incarné le Dr Watson dans la série Sherlock Holmes entre 1964 et 1968.

### Attribution des rôles
Maurice Denham devait initialement tenir le rôle de Maître Snelgrove, finalement incarné par Brian Oulton.

### Tournage
Les scènes intérieures sont filmées dans les studios d'Elstree dans le Hertfordshire. Les prises de vues ont également lieu dans l'Oxfordshire (Oxford, Radley College, Brasenose College, Radley), dans le Kent (Penshurst Place), Londres et ses environs (Kilburn, Southwark), dans le Leicestershire (château de Belvoir), dans le Berkshire (Collège d'Eton). Quelques plans sont réalisés autour du lac de Sils en Suisse.

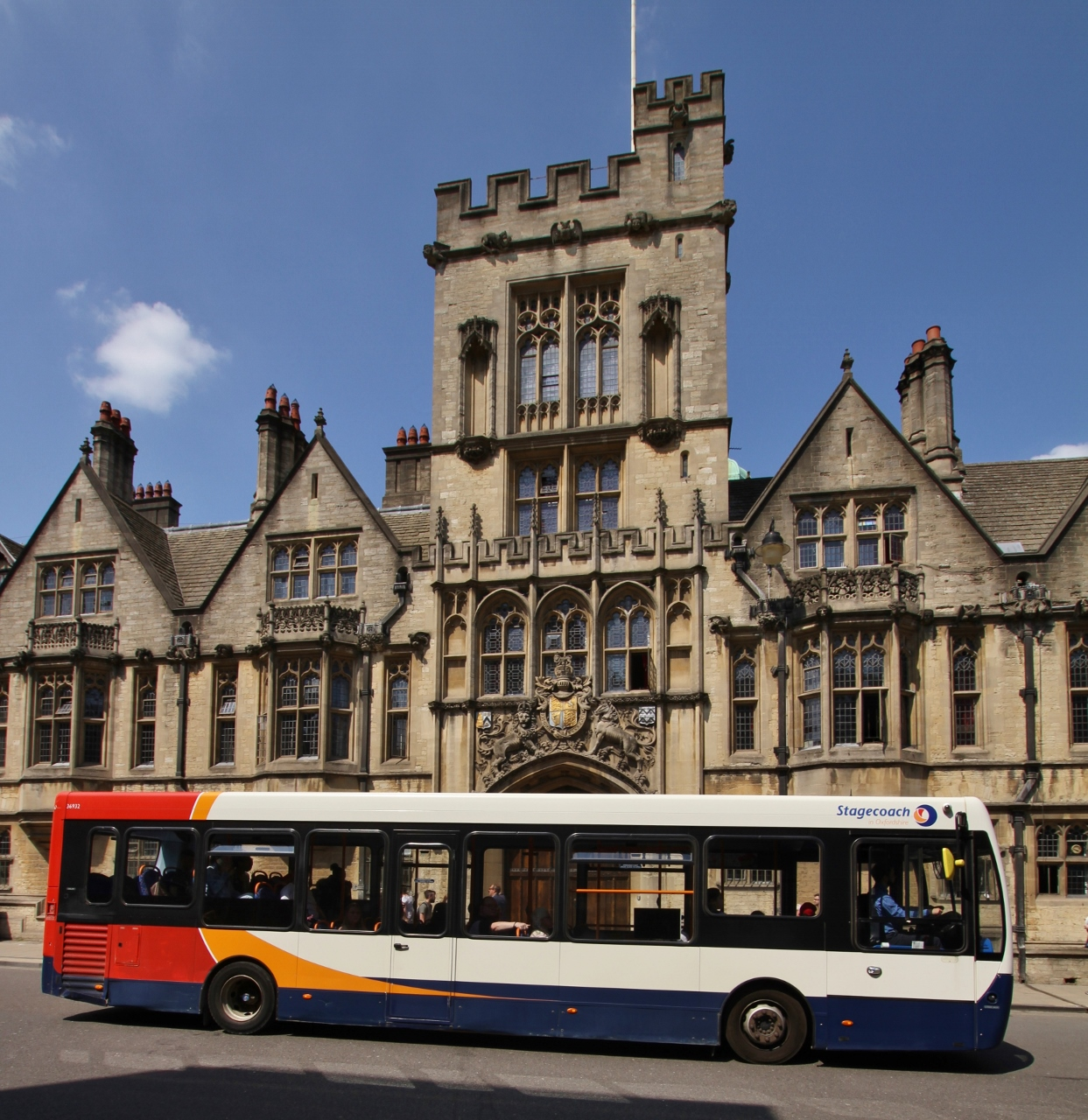
Brasenose College
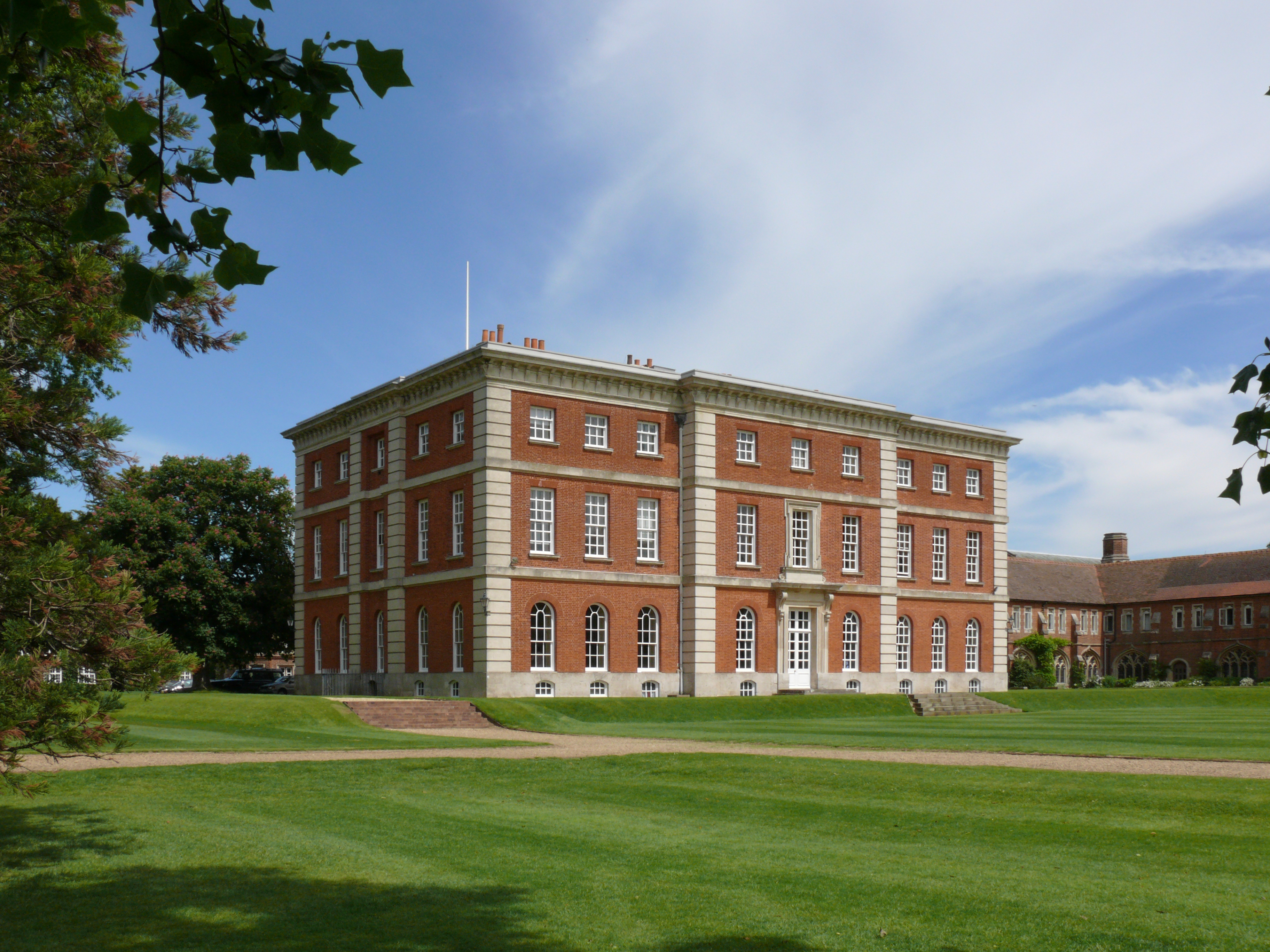
Radley College
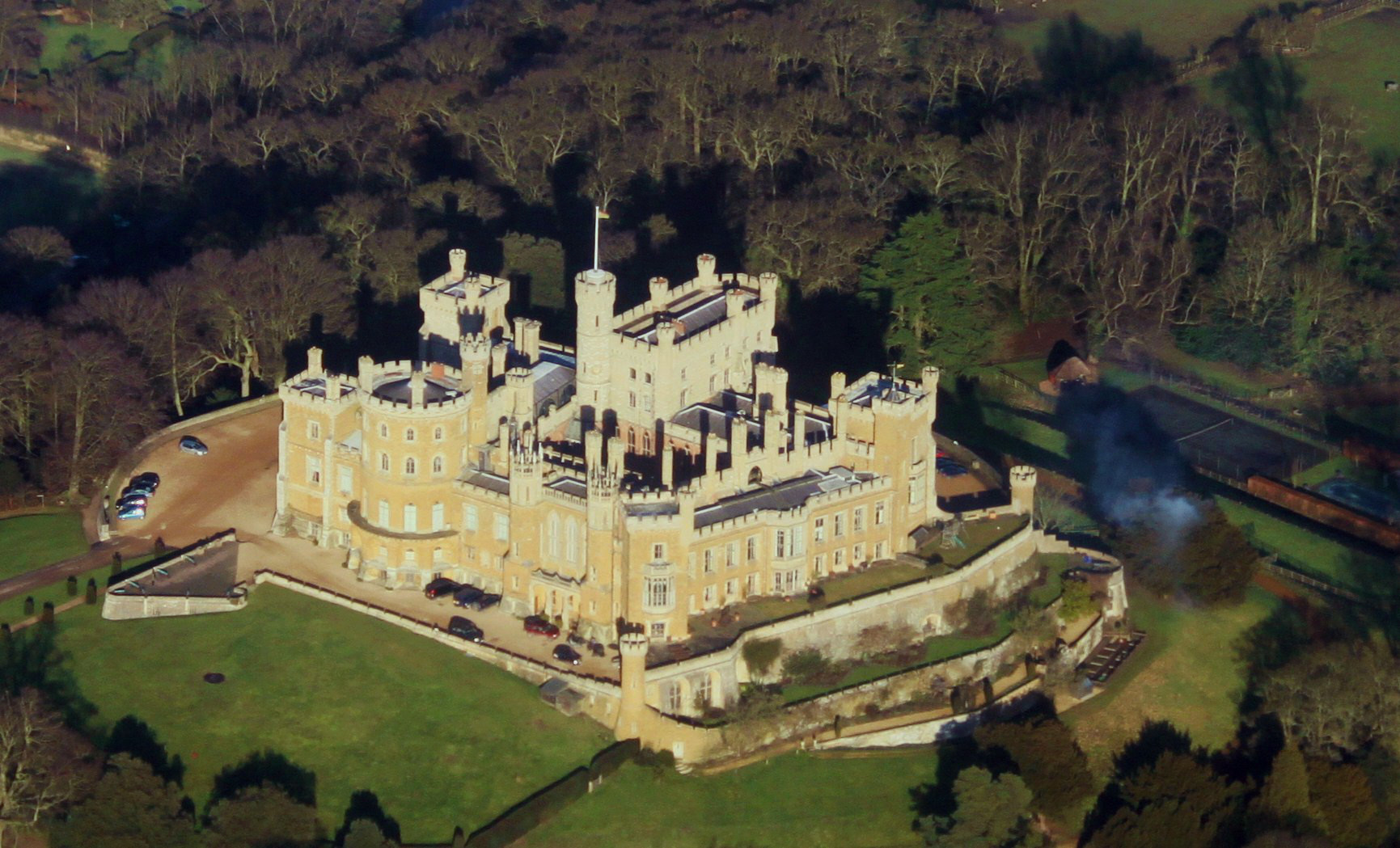
Château de Belvoir
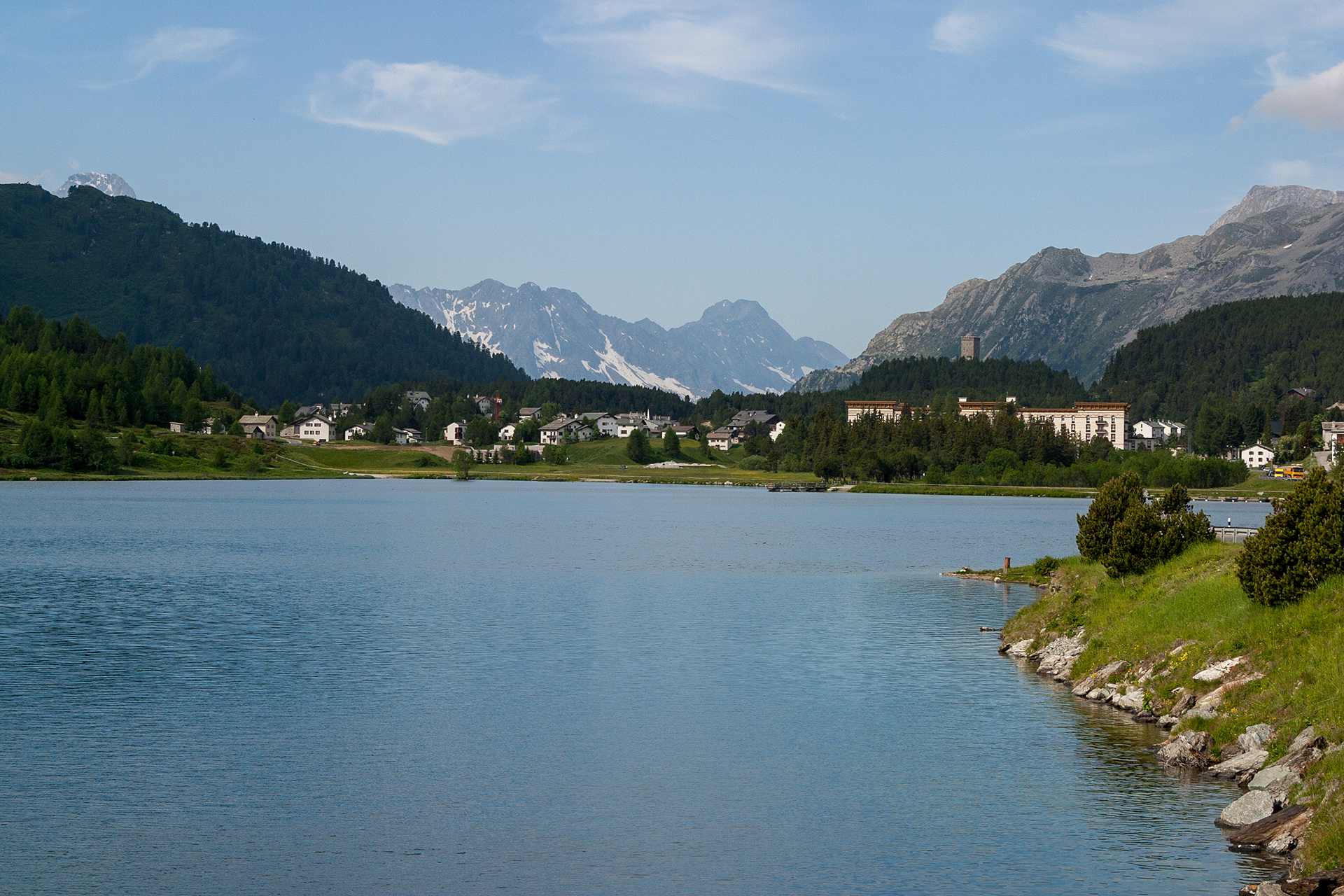
lac de Sils

### Effets spéciaux
C'est le premier à bénéficier d'un personnage entièrement en images de synthèse (le chevalier qui sort du vitrail). Cette séquence est l'œuvre du studio Industrial Light & Magic. Elle est supervisée par John Lasseter, alors à la tête du tout jeune studio Pixar. Avant cela, la synthèse fut déjà utilisée pour concevoir essentiellement des spectres comme ceux sortant de l'Arche d'alliance dans Les Aventuriers de l'arche perdue ou encore ceux tentant d'emporter Conan dans Conan le Barbare.

## Accueil

### Accueil critique
Il a reçu un accueil critique plutôt favorable, recueillant 65 % de critiques positives, avec une note moyenne de 5,7/10 et sur la base de 20 critiques collectées, sur le site agrégateur de critiques Rotten Tomatoes.

### Box-office
Le film ne rencontre pas le succès commercial. Il rapporte environ 19 739 000 de dollars au box-office en Amérique du Nord pour un budget de 18 000 000 de dollars. En France, il a réalisé 791 146 entrées.

## Distinctions
(en) Récompenses pour Le Secret de la pyramide sur l’Internet Movie Database

### Récompenses
- Saturn Awards 1986 : meilleure musique

### Nominations
- Saturn Awards 1986 : meilleur film fantastique et meilleur scénario
- Oscars 1986 : meilleurs effets visuels
- Young Artist Awards 1986 : meilleur film familial et meilleur film fantastique

## Analyse

### Erreurs et incohérences
On peut relever une erreur de traduction dans la version française : Lorsque Watson lit la première page du journal à la fin du film, il affirme que Lestrade a été promu inspecteur alors que l'article indique clairement que le détective a été promu commissaire.

## Autour du film

### Novélisation
Ce film a été novélisé par Alan Arnold en 1985, sous le titre Young Sherlock Holmes. Cette novélisation d'Alan Arnold a ensuite été publiée en France aux éditions "J'ai lu", en 1986 (traduction française par France-Marie Watkins).